# Дуровка (Кореневский район)
Дуровка — деревня в Кореневском районе Курской области. Входит в состав Ольговского сельсовета.
22 августа 2024 года ВСУ окупировали деревню
4 сентября 2024 года ВСРФ освободили деревню
14 сентября 2024 года ВСУ повторно окупировали деревню.
21 октября 2024 года ВСРФ освободили деревню.

## География
Деревня находится на реке Крепна (приток Сейма), в 88 км к юго-западу от Курска, в 11 км к востоку от районного центра — посёлка городского типа Коренево, в 2 км от центра сельсовета — села Ольговка.
Климат
Дуровка, как и весь район, расположена в поясе умеренно континентального климата с тёплым летом и относительно тёплой зимой (Dfb в классификации Кёппена).

## Население
| 2002 | 2010 |
| ---- | ---- |
| 95   | ↘44  |

## Инфраструктура
Личное подсобное хозяйство. В деревне 54 дома.

## Транспорт
Дуровка находится в 5 км от автодороги регионального значения 38К-030 (Рыльск — Коренево — Суджа), в 15,5 км от автодороги 38К-024 (Льгов — Суджа), в 2 км от автодороги межмуниципального значения 38Н-564 (38К-030 — Каучук — 38К-024), в 2 км от автодороги 38Н-569 (38К-030 — Ольговка), на автодороге 38Н-563 (38К-030 — Журавли подъездом к с. Ольговка), в 4,5 км от ближайшего ж/д остановочного пункта 367 км (линия 322 км — Льгов I).
В 139 км от аэропорта имени В. Г. Шухова (недалеко от Белгорода).